# BR-050
Pour les articles homonymes, voir Route 50.

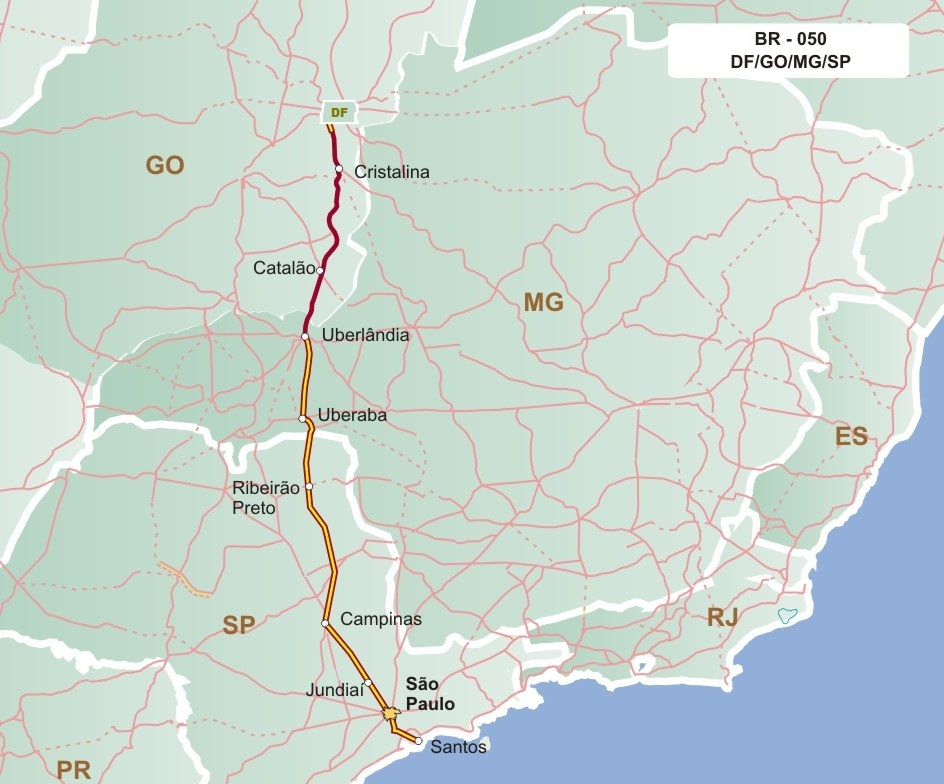
Tracé de la BR-050

La BR-050 est une route fédérale du Brésil. Son point de départ se situe à Brasília, la capitale fédérale du pays, et elle s'achève à Santos, dans l'État de São Paulo. Elle traverse le District fédéral et les États de Goiás, du Minas Gerais et de São Paulo. 
Une partie de la route se trouve sous la juridiction des gouvernements d'État, où opèrent des concessionnaires privés. Sur ces tronçons, la BR-050 présente des double voies et des péages. Pour cette, sur ces tronçons, la route perd sa nomenclature fédérale et devient partie du maillage routier de l'État où elle se trouve. C'est le cas dans l'État de São Paulo où la route prend le nom de Via Anhangüera (SP-330) d'Igarapava à São Paulo et de Via Anchieta (SP-150) de São Paulo à Santos.
Elle dessert, entre autres villes :
- Cristalina (Goiás) ;
- Catalão (Goiás) ;
- Araguari (Minas Gerais) ;
- Uberlândia (Minas Gerais) ;
- Uberaba (Minas Gerais) ;
- Igarapava (São Paulo) ;
- Orlândia (São Paulo) ;
- Ribeirão Preto (São Paulo) ;
- Araras (São Paulo) ;
- Limeira (São Paulo) ;
- Americana (São Paulo) ;
- Campinas (São Paulo) ;
- Jundiaí (São Paulo) ;
- São Paulo (São Paulo) ;
- São Bernardo do Campo (São Paulo) ;
- Cubatão (São Paulo).

Sa longueur est de 1 025,30 km.

## Galerie

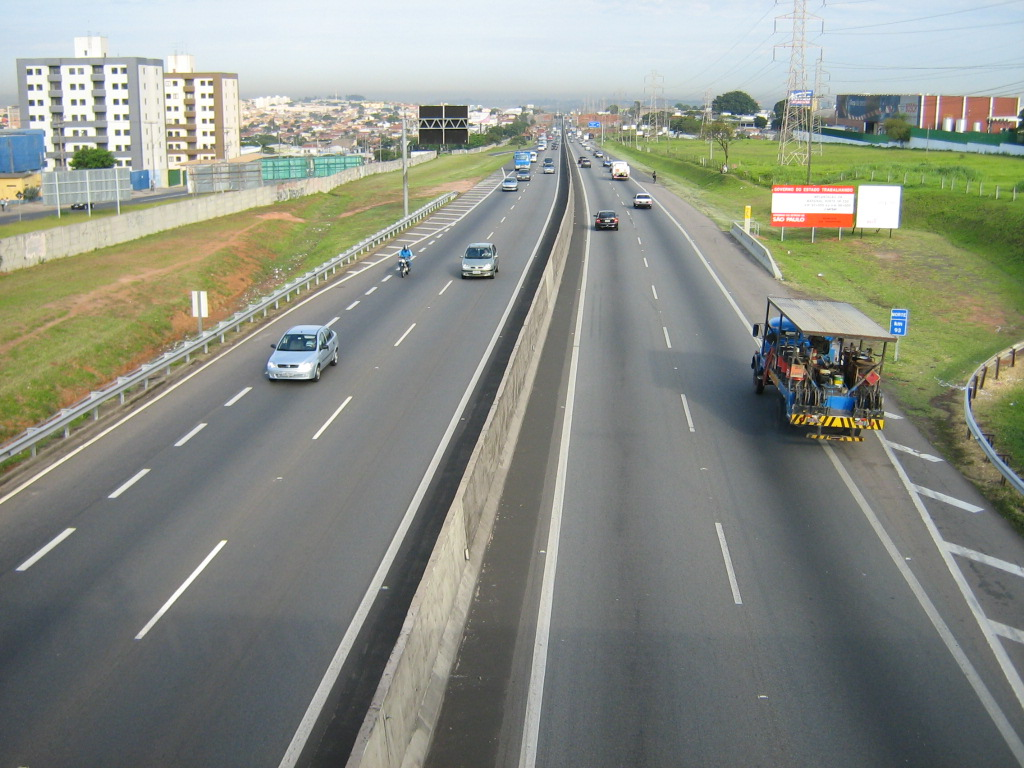
BR-050 à São Paulo
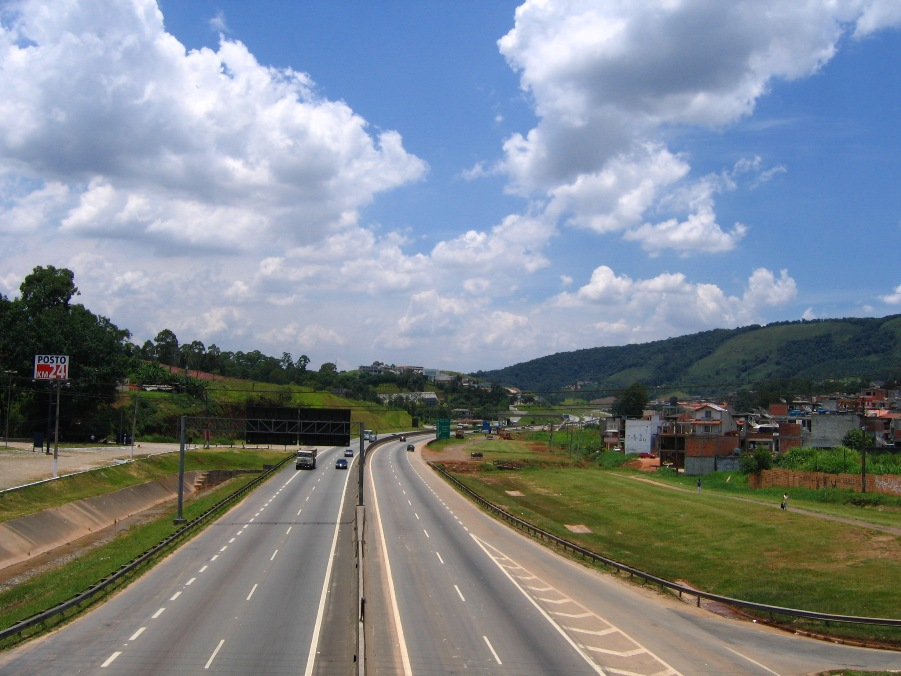
Rodovia Anhanguera (BR-050) dans la région du Perus, district de São Paulo
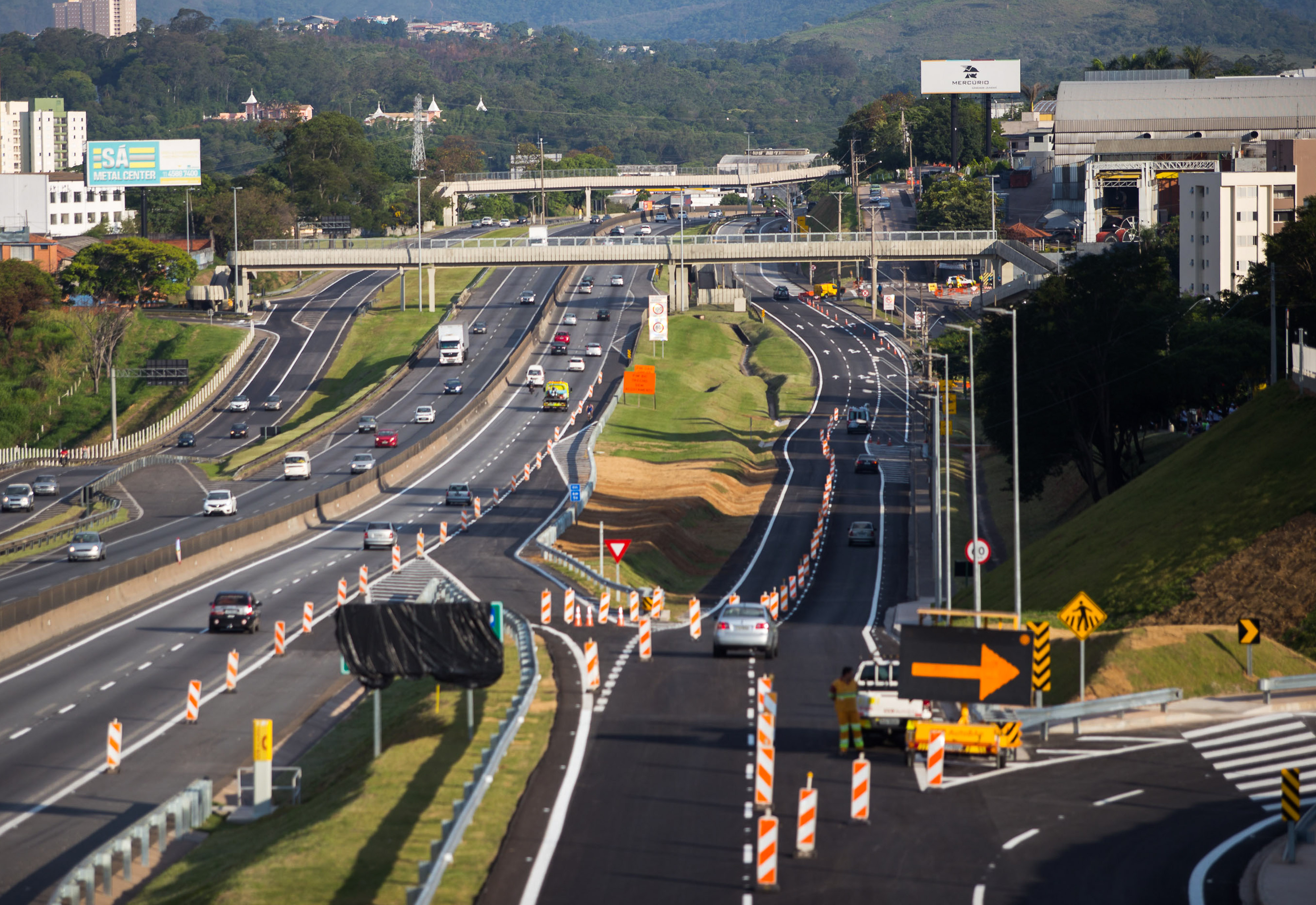
Rodovia Anhanguera (BR-050) à Jundiaí
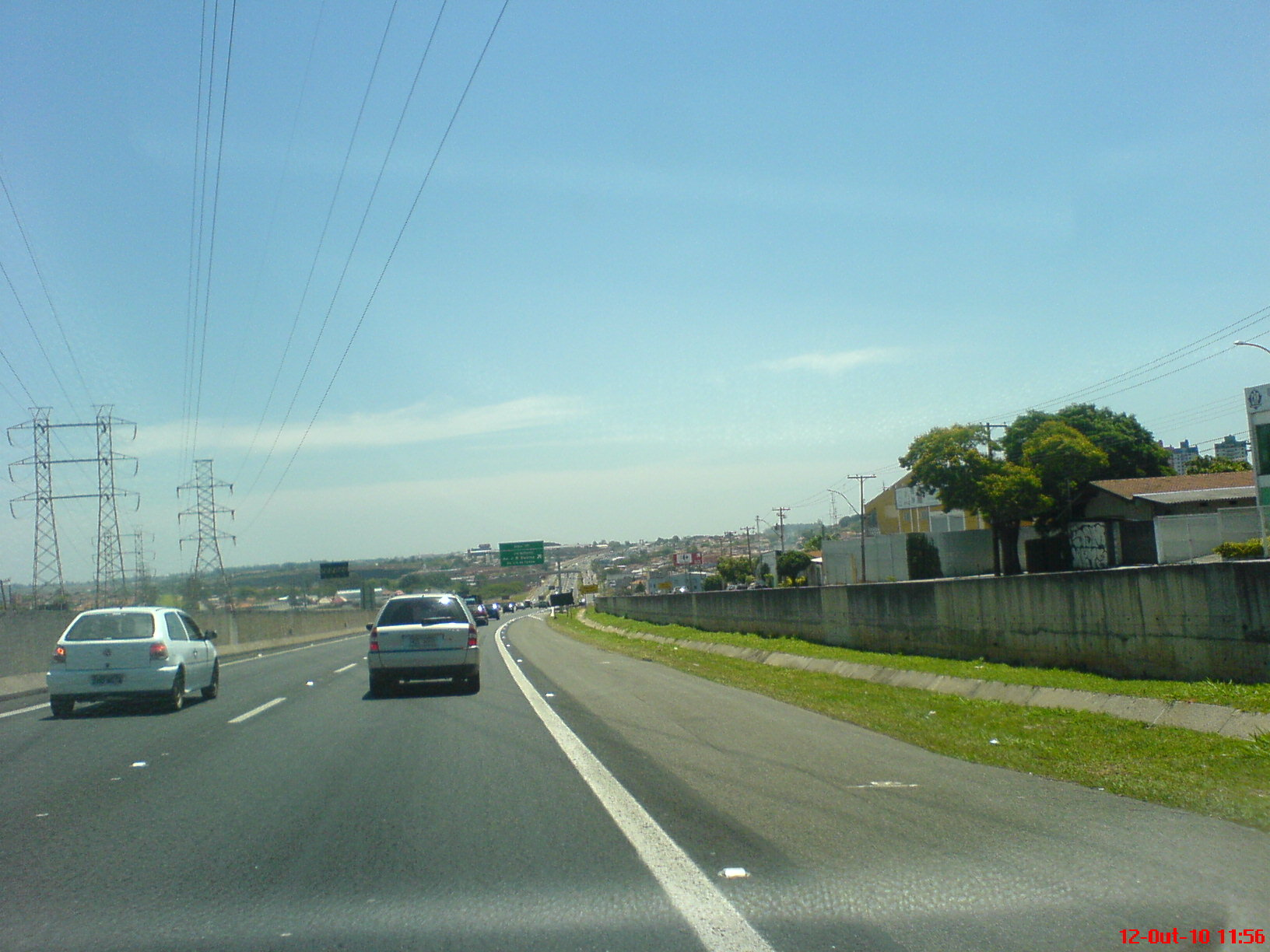
Rodovia Anhanguera (BR-050) à Campinas
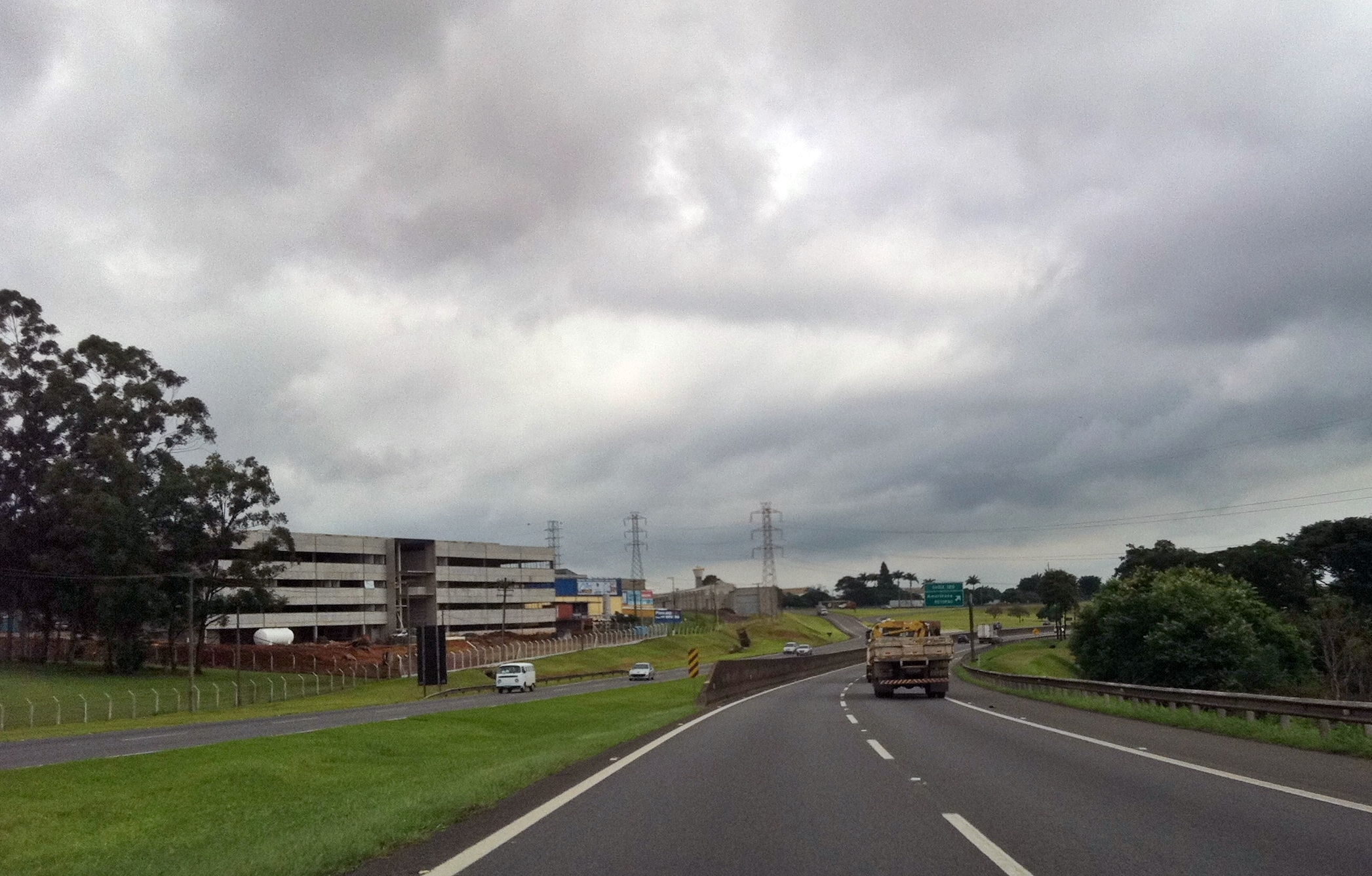
Rodovia Anhanguera (BR-050) à Americana
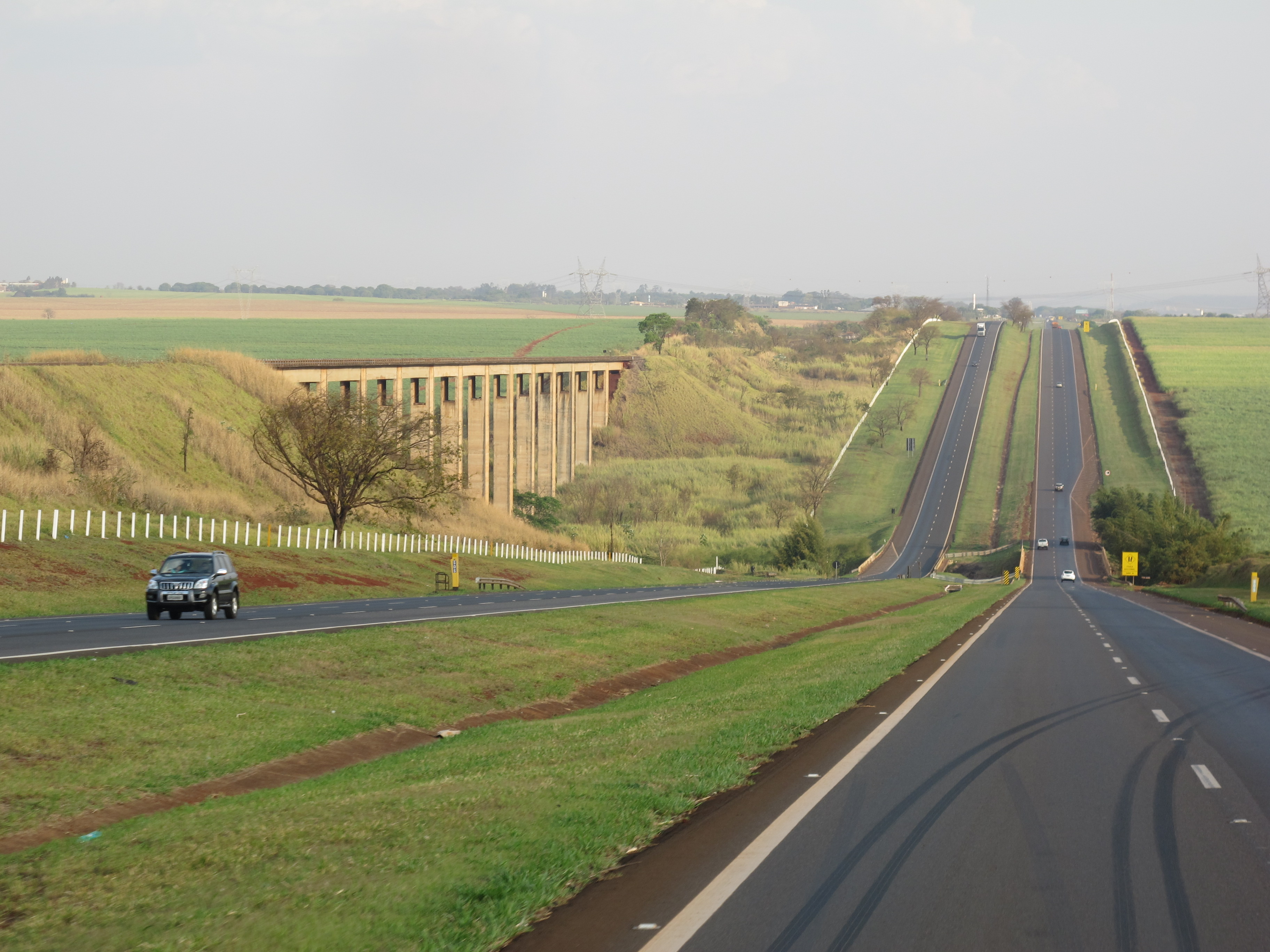
Rodovia Anhanguera (BR-050) près de Coqueiros, région proche de Ribeirão Preto
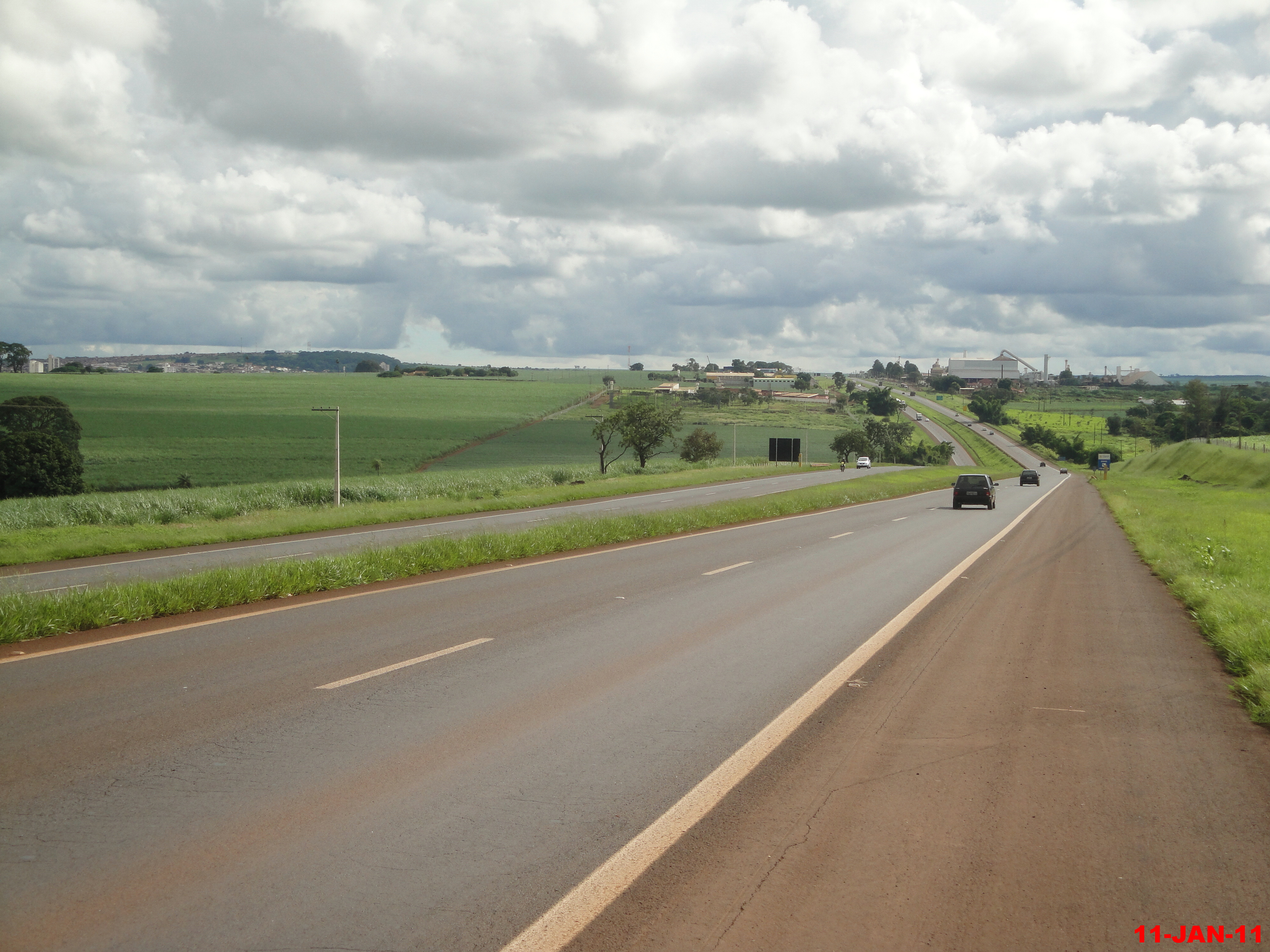
Rodovia Anhanguera (BR-050) à São Joaquim da Barra
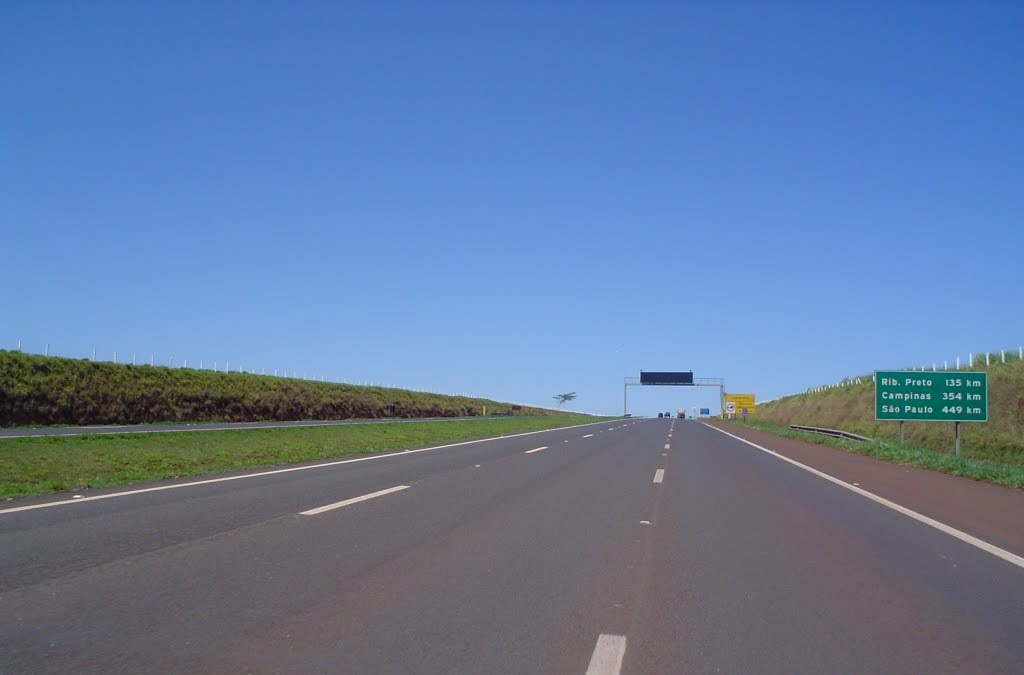
Rodovia Anhanguera (BR-050) à Igarapava
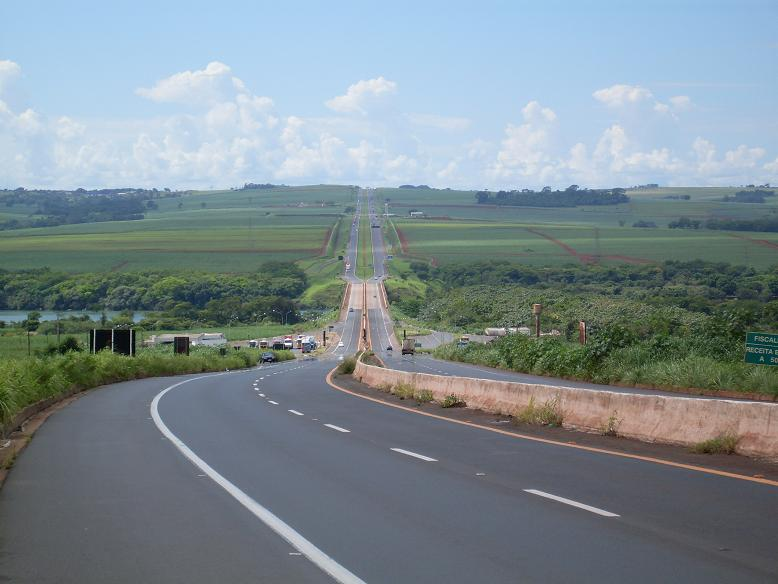
BR 050, frontière entre São Paulo et Minas Gerais
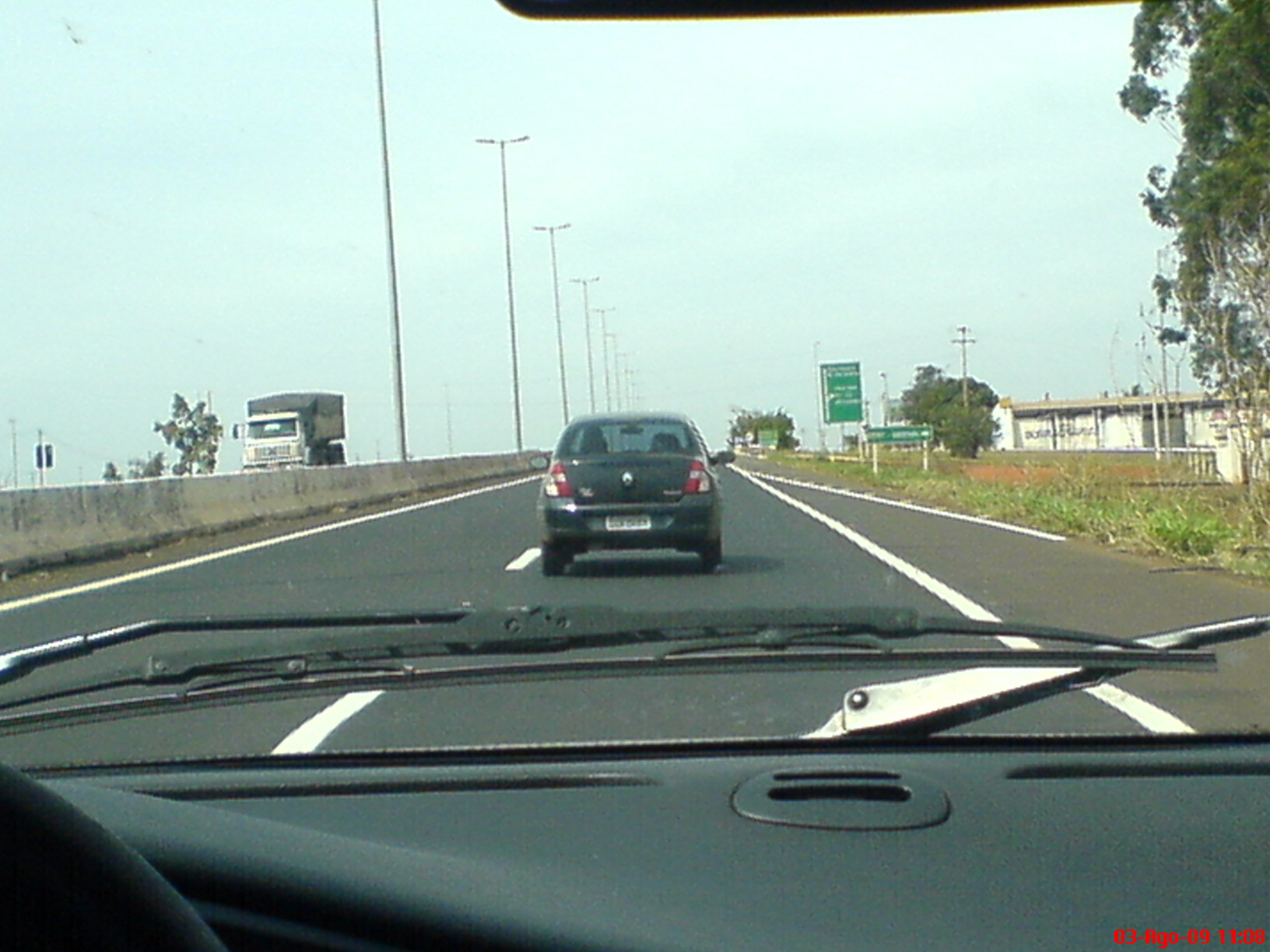
BR-050 à Uberaba, Minas Gerais
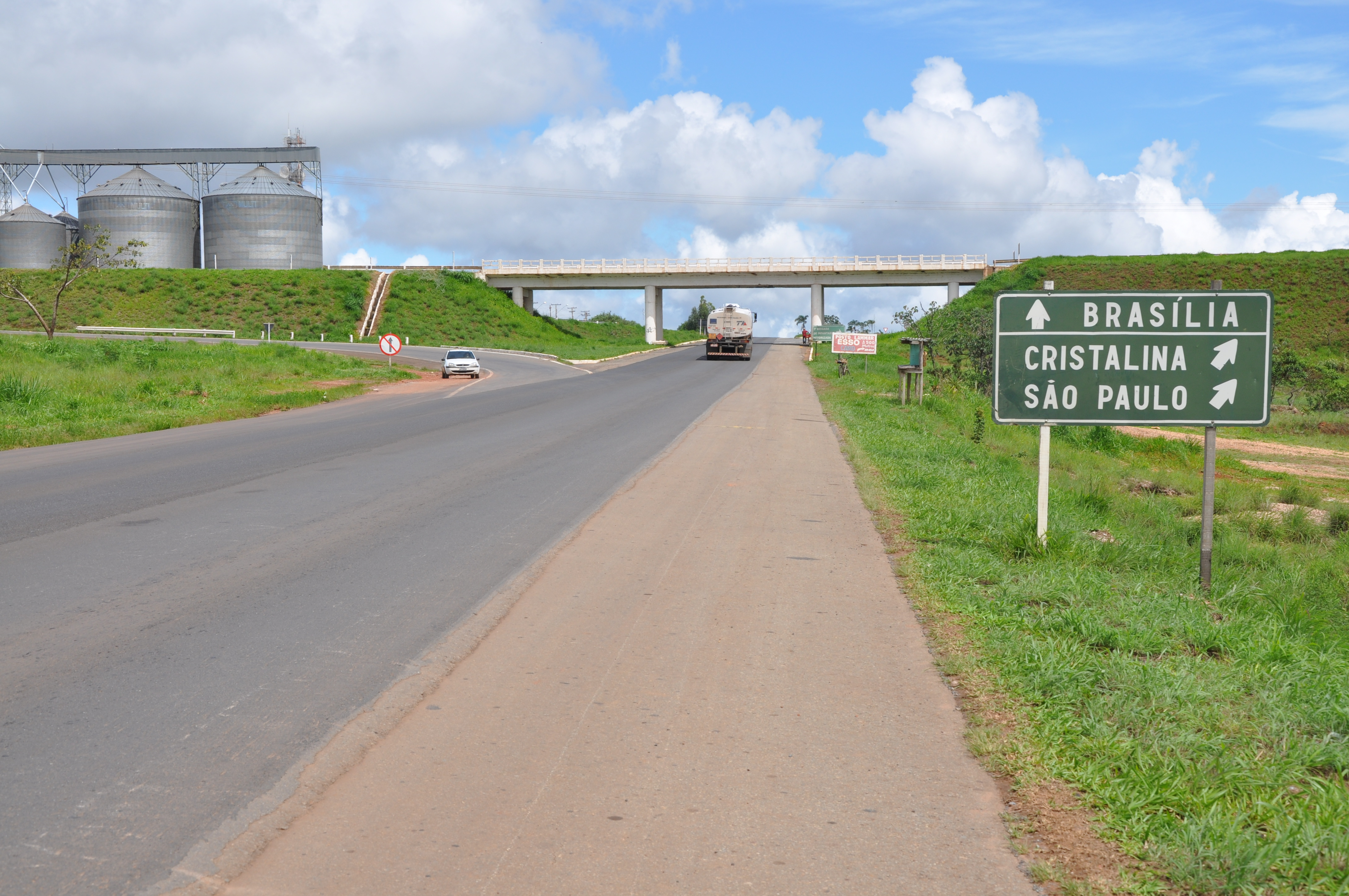
Tronçon de BR-040 à la jonction avec BR-050 (le viaduc) à Cristalina, Goiás.
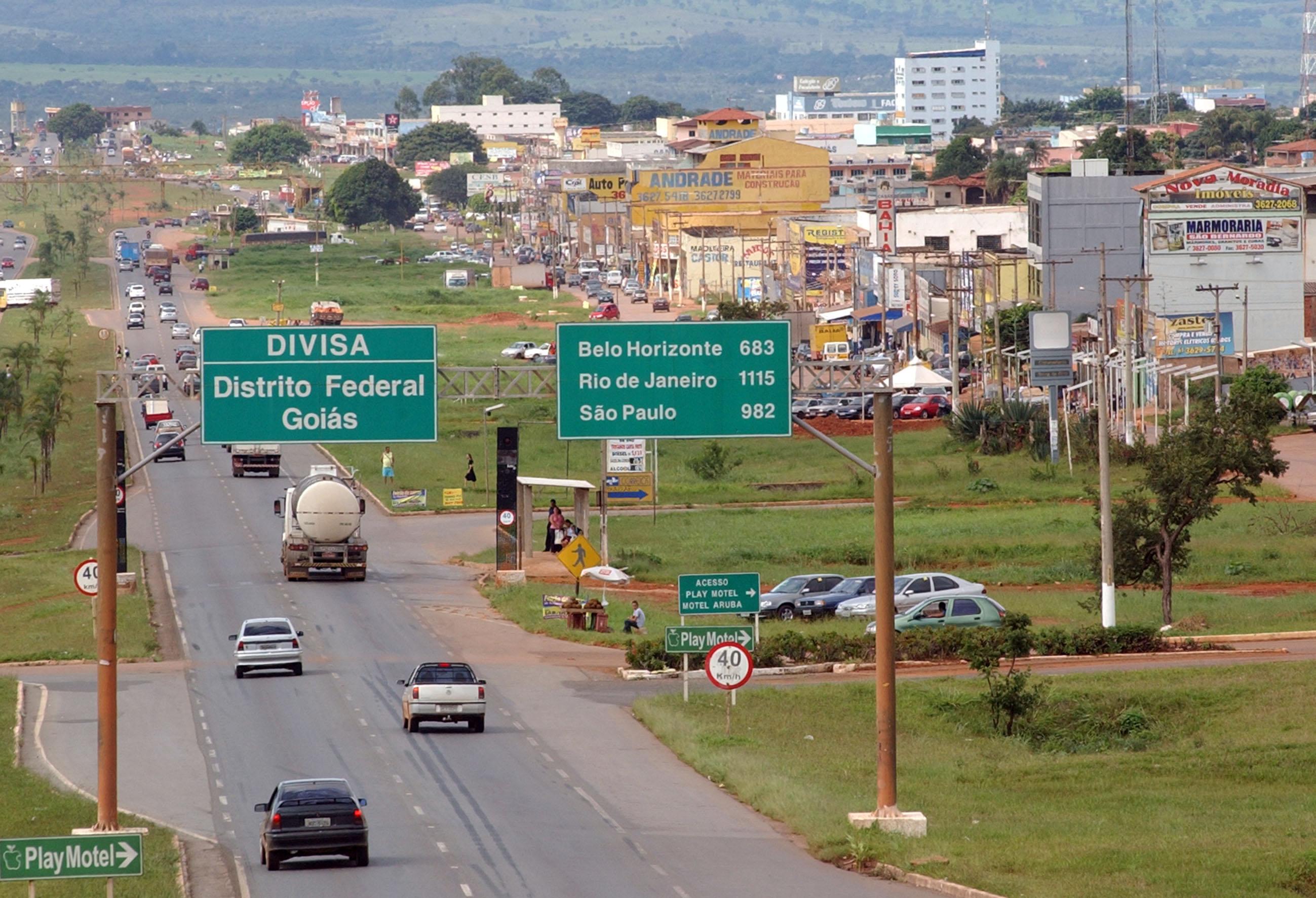
Tronçon concomitant avec BR-040, près de Valparaíso de Goiás, à la frontière entre le Distrito Federal et Goiás.